# Linosa
Linosa (syc. Linusa) – wyspa pochodzenia wulkanicznego na Morzu Śródziemnym (leżąca pomiędzy Maltą i Tunezją), będąca częścią Wysp Pelagijskich.

## Nazwa
Nazwa wyspy w języku greckim występuje najpierw u Strabona jako Αἰθοῦσσα (Aethusa), następnie jako Ἀλγοῦσσα (Algusa) u Pliniusza Starszego w jego Historii naturalnej. Nazwa Lenusa pojawia się po raz pierwszy w XVI wieku w pracach Tommaso Fazello.

## Geografia
Wyspa zajmuje 5,45 km² i ma pochodzenie wulkaniczne. Tworzy ją szereg kraterów, z których najważniejszy i najwyższy jest Monte Vulcano o wysokości 195 m. Pozostałe kratery to Monte Rosso (186 m), Monte Nero (107 m) i najmniejszy zwany Craterino (50 m). Najbliżej Linosy leży wyspa Lampedusa oddalona na południe o 43 km. Linosa znajduje się 119 km na zachód od maltańskiej wyspy Gozo, 121 km na południowy wschód od Pantellerii, 163 km na południe od Sycylii i 165 km na wschód od Cape Mahida w Tunezji.
Na plaży Pozzolana di Ponente znajduje się miejsce lęgowe żółwi morskich karetta (Caretta caretta). Między innymi dla ochrony ich lęgowisk w 2002 utworzono rezerwat przyrody pod nazwą Area Marina Protetta "Isole pelagie".

## Historia
W czasie wojen punickich wyspa służyła Rzymianom jako baza; 150 zachowanych cystern na wodę pochodzi z tego okresu. Po zakończeniu panowania Rzymian wyspa przeszła pod kontrolę Saracenów, Normanów, Andegawenów i Aragonii. Wyspa pozostawała opustoszałą do 1843, gdy Ferdynand II Burbon polecił Bernardo Maria Sanvinsente, kapitanowi fregaty, by zasiedlił wyspę. Pierwszych 30 osadników wylądowało na wyspie 25 kwietnia 1845.
W czasie II wojny światowej mały włoski garnizon wyspy poddał się rankiem 13 czerwca 1943 Brytyjczykom z HMS Nubian.

## Gospodarka
Ludność Linosy utrzymuje się z rybołówstwa, rolnictwa i turystyki.

## Administracja
Wyspa administracyjnie należy do gminy Lampedusa e Linosa w sycylijskiej prowincji Agrigento.